# Altendorfer und Hilberather Bach
Koordinaten: 50° 34′ 29″ N, 6° 59′ 17″ O
Das Naturschutzgebiet Altendorfer und Hilberather Bach liegt auf dem Gebiet der Städte Meckenheim und Rheinbach im Rhein-Sieg-Kreis in Nordrhein-Westfalen. Das Gebiet erstreckt sich südöstlich der Kernstadt Rheinbach und südwestlich der Kernstadt Meckenheim zu beiden Seiten der Landesstraße L 261. Südwestlich des Gebietes verläuft die L 492 und nordöstlich die L 471 und die A 61.

## Bedeutung
Das etwa  61,5 ha große Gebiet wurde im Jahr 1998 unter der Schlüsselnummer SU-070 unter Naturschutz gestellt. Schutzziele sind u. a.
- der Schutz und Erhalt eines Bachkerbtales als Element im Biotopverbund,
- die Wiederherstellung von naturnaher Laubholzbestockung und
- die Erhaltung naturnaher Grünland- und Saumstrukturen als Lebensraum des Schwarzblauen Bläulings.[2]